# Nolella dilatata
Nolella dilatata är en mossdjursart som först beskrevs av Walter Douglas Hincks 1860.  Nolella dilatata ingår i släktet Nolella och familjen Nolellidae. Arten är reproducerande i Sverige. Inga underarter finns listade i Catalogue of Life.